# توژن، استان کویافسکو-پومورسکی
توژن (به لاتین: Turzyn، تلفظ: [ˈtuʐɨn]) یک روستا در لهستان است که در استان کویافسکو-پومورسکی واقع شده‌است.